# Cratérope de Ceylan
Argya rufescens
Espèce
Statut de conservation UICN

 NT  : Quasi menacé
Le Cratérope de Ceylan (Argya rufescens) est une espèce de passereaux de la famille des Leiothrichidae. Il a été jadis considéré comme une sous-espèce du Cratérope de brousse (Turdoides striatus).

## Description

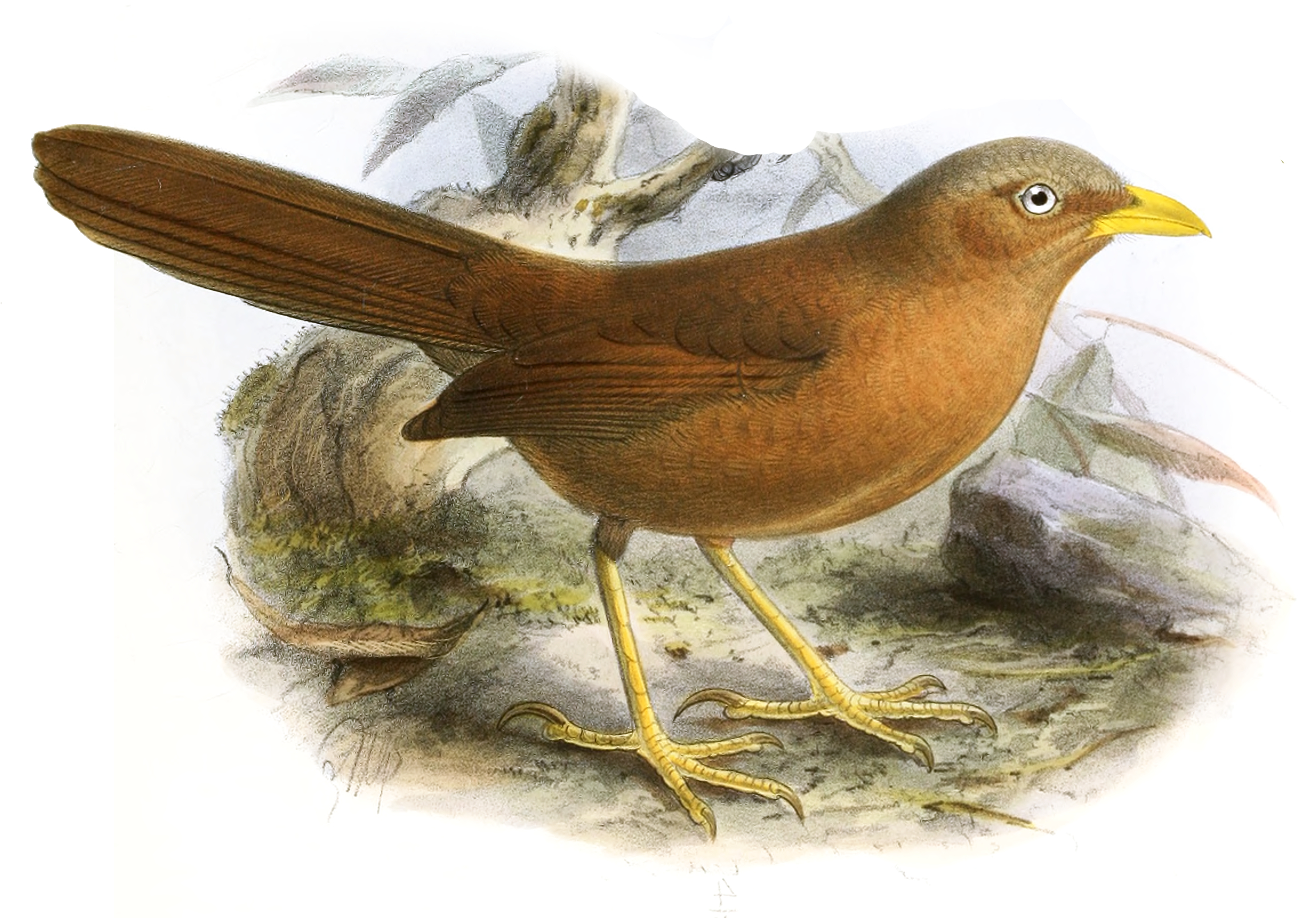
Turdoides rufescens (John Gerrard Keulemans)

Ces oiseaux sont de couleur beige-orangé dessous et ont une teinte légèrement plus foncée ci-dessus. La couronne et la nuque sont grises et le bec orange.

## Comportement
Il vit en groupes de sept à dix individus ou plus. C'est un oiseau bruyant dont la présence d'une bande peut être généralement perçue à une certaine distance par le bavardage continuel des oiseaux. Il est généralement le premier signe d'un groupe se trouvant à proximité.

## Alimentation
Il se nourrit principalement d'insectes mais mange aussi des fruits.

## Répartition
Cet oiseau est endémique du Sri Lanka.

## Habitat
Cette espèce habite la forêt tropicale et ne fréquente que rarement les milieux hors de la jungle profonde. Comme la plupart des Cratéropes, elle n'est pas migratrice et ses ailes courtes et arrondies ne lui permettent pas de voler longtemps.
Bien que son habitat soit menacé, cet oiseau peuple toutes les forêts de la zone humide et est assez fréquente sur les sites primaires comme Kitulgala et Sinharaja. 

## Nidification
Cette espèce construit son nid dans un arbre, caché dans l'épaisseur du feuillage. Une couvée moyenne a deux ou trois œufs bleus verdâtre.